# Варіаційна пульсометрія
Варіаційна пульсометрія або математичний аналіз серцевого ритму — метод оцінки функціонального стану серцево-судинної системи, призначений для оцінки ступеня напруги механізмів регуляції системи кровообігу. Метод дозволяє оцінити ступінь напруги регуляторних механізмів серцево-судинної системи, яку науковці справедливо розглядають як основний індикатор реакції організму на комплекс зовнішніх дій.

## Загальні відомості
З метою отримання інформації,  необхідної для математичного аналізу серцевого ритму (тобто для оцінки напруги регуляторних механізмів), проводиться безперервний запис ЕКГ у реципієнтів в ΙΙ стандартному відведенні протягом 2-3 хвилин. Після вимірювання величини інтервалів R-R (в мм) (не менше 100 інтервалів) складається динамічний ряд, який і піддається статистичній обробці, для цього розраховуються наступні показники: 
- Мода  (Мо,  с) – величина довжии інтервалу R-R, яка зустрічається найчастіше;
- Амплітуда моди (АМо, %) – число інтервалів R-R, відповідних значенням Мо, яка виражена у відсотках;
- Варіаційний розмах  (∆Х,  с)  –  різниця між максимальним і мінімальним значеннями інтервалів R-R, яка характеризує діяльність автономної регуляції ритму серця;
- АМо/∆х або індекс вегетативної рівноваги  (ІВР,  у.о.) – співвідношення між симпатичною і парасимпатичною регуляціями серцевого ритму;

Отримані дані дають змогу розрахувати індексу напруги (ІН), який характеризує ступінь функціональної напруги регуляторних механізмів системи кровообігу: 
ІН = АМо / 2 Мо • ∆Х
Згідно з отриманими кількісними значеннями ІН, виділяють такі функціональні стани системи регуляції серцевого ритму: 
- Норма. Величина ІН реєструється в межах від 50 до 200.
- Переважання активності симпатичного відділу вегетативної нервової системи. ІН ≥ 200.
- Переважання активності парасимпатичного відділу вегетативної нервової системи. ІН ≤ 50.